# Don't Let Me Fall
Don't Let Me Fall er den fjerde single fra B.o.Bs debutalbum B.o.B Presents: The Adventures Of Bobby Ray. Den blev udgivet i november 2010. Sangen blev brugt i premieren af fjerde sæson af BET TV's The Game.
| Musik | Spire Denne musikartikel er en spire som bør udbygges. Du er velkommen til at hjælpe Wikipedia ved at udvide den. |